# Prix Sakutarō-Hagiwara
Pour les articles homonymes, voir Hagiwara.
Le prix Sakutarō-Hagiwara (萩原朔太郎賞, Hagiwara-Sakutarō-Shō) est un prix littéraire de poésie contemporaine, décerné chaque année depuis 1993 par la ville de Maebashi en mémoire du poète Sakutarō Hagiwara, né précisément dans la ville, en coopération avec l'éditeur Shinchōsha et avec la participation de la banque Towa. Le gagnant reçoit un buste en bronze de Sakutarō Hagiwara et un prix en argent d'un million de yens.

## Liste des lauréats
- 1993 : Shuntarō Tanikawa pour Sekenshirazu (世間知ラズ)
- 1994 : Tetsuo Shimizu pour Yūhi ni akai ho (夕陽に赤い帆)
- 1995 : Sachiko Yoshihara pour Hakkō (発光)
- 1996 : Yukio Tsuji pour Haikai Tsuji-shū (俳諧辻詩集)
- 1997 : Takasuke Shibusawa pour Ikikata shirezu shō (行き方知れず抄)
- 1998 : Toriko Takarabe pour Uyū no hito (烏有の人)
- 1999 : Motō Andō pour Meguri no uta (めぐりの歌)
- 2000 : Mitsuru Eshiro pour Kozue nite (梢にて)
- 2001 : Kō Machida pour Doma no shijūhachi taki (土間の四十八滝)
- 2002 : Yasuo Irisawa pour Tohoi utage (遐い宴楽)
- 2003 : Yasuhiro Yotsumoto pour Tsugumi no gogo (噤みの午後)
- 2004 : Toshiko Hirata pour Shi nanoka (詩七日)
- 2005 : Yōji Arakawa pour Shinri (心理)
- 2006 : Keiji Matsumoto pour Asutoronōto (アストロノート)
- 2007 : Hiromi Itō pour Togenuki shin Sugamo Jizō enki (とげ抜き新巣鴨地蔵縁起)
- 2008 : Shirōyasu Suzuki pour Koe no seichi (声の生地)
- 2009 : Hisaki Matsuura pour Kissui toshi (吃水都市)
- 2010 : Masayo Koike pour Korukata (コルカタ)
- 2011 : Kenji Fukuma[1] pour Aoi ie (青い家)[2]
- 2012 : Mikirō Sasaki pour Ashita (明日)